# مجمع اللغة العربية الفلسطيني
مجمع اللغة العربية الفلسطيني هو المنظمة الرسمية العليا لأبحاث وعلوم اللغة العربية في دولة فلسطين، تأسس المجمع عام 1994، ويتبع مباشرة لرئاسة دولة فلسطين، وهو أحد المجامع الأعضاء ضمن اتحاد المجامع اللغوية العلمية العربية.

## التاريخ
تأسس مجمع اللغة العربية الفلسطيني بإيعاز مباشر من الرئيس الفلسطيني ياسر عرفات عام 1994 عقب تأسيس السلطة الوطنية الفلسطينية، وافتتح المجمع في ذات العام بحضور رسمي فلسطيني حيث باشر المجمع أعماله من مدينة القدس التي تعد المقر الدائم له، وبعد فترة وجيزة فقد نُقل مقر المجمع إلى مدينة رام الله في الضفة الغربية لتكون مقرًا مؤقتًا؛ نظرًا لتعرض المجمع في القدس للمضايقة والملاحقة من قبل السلطات الإسرائيلية.

## المقر
يقع مقر مجمع اللغة العربية الفلسطيني في مدينة رام الله، في مقابل الكلية العصرية الجامعية بالمدينة.

## أهداف المجمع
أوضحت المادة الرابعة من القانون التأسيس للمجمع على الأهداف التالية التي أنشئ من أجلها المجمع:
- النهوض باللغة العربية، وتعريب المصطلحات المستخدمة وتوحيدها.[2]
- الحفاظ على سلامة اللغة العربية.[2]
- حماية اللغة العربية من أية أحداث حالية أو مستقبلية.[2]
- إجراء دراسات المقارنة بين اللغة العربية وباقي اللغات.[2]
- إعداد ونشر الدراسات اللغوية، والاهتمام بالمخطوطات والوثائق العربية والإسلامية.[2]
- إقامة الندوات والمؤتمرات العلمية واللغوية والأدبية والثقافية.[2]

## الهيكلية الإدارية
يدير أعمال المجمع ويشرف عليه هيئة تنفيذية عامة تتكون من خمسة أعضاء عامين بما فيهم رئيس المجمع ونائب رئيس المجمع، ويجري انتخاب هذه الهيئة التنفيذية العامة بما يراعي تمثيل كافة مناطق الوجود الفلسطيني وهي الضفة الغربية وقطاع غزة والشتات الفلسطيني. في حين يتكون الإطار العام للمجمع من كل من الهيئة التنفيذية العامة للمجمع، والخبراء، والأعضاء المؤازرين.

## شخصيات المجمع

### رؤساء المجمع
تعاقب على رئاسة مجمع اللغة العربية الفلسطيني منذ بداية تأسيسه وحتى اليوم أربعة رؤساء، وهم:
- يحيى عبد الرؤوف جبر، منذ عام 1994 - وحتى عام 1996.[4]
- يونس مرشد عمرو، منذ عام 1996 - وحتى عام 2000.[4]
- أحمد حسن حامد، منذ عام 2000 - وحتى عام 2016.[4][5]
- حسن عبد الرحمن السلوادي، منذ عام 2016 - ولا يزال.[6][7]

### أعضاء عامين للمجمع
- إبراهيم الخواجا (توفي عام 2010)، عضو المجمع ونائب رئيس المجمع الأسبق.[8]

## إصدارات المجمع
تعد "مجلة مجمع اللغة العربية الفلسطيني" أحد أبرز إصدارات المجمع، كما أصدر المجمع عام 2003 "معجم ألفاظ الانتفاضة".

## هوامش ومُلاحظات
- «1»: أنُشئ في قطاع غزة عام 2013 مجمع فرعي للغة العربية يتبع لوزارة التربية والتعليم العالي بغزة.[1][11][12][13]
- «2»: يوجد في إسرائيل مجمع اللغة العربية في حيفا والذي تأسس عام 2007.[1]

## روابط خارجية
- عن مجمع اللغة العربية الفلسطيني، موقع اتحاد المجامع اللغوية العلمية العربية.